# Beautiful Thing
Beautiful Thing is een Britse film uit 1996, geregisseerd door Hettie Macdonald. Beautiful Thing was oorspronkelijk een toneelstuk uit 1993 van Jonathan Harvey. Het kreeg echter voornamelijk bekendheid door de filmversie uit 1996 van Channel Four, waarvoor het script door Harvey zelf werd aangepast. In eerste instantie werd de film alleen voor televisie geproduceerd, maar de film werd zo goed ontvangen dat hij later ook in filmtheaters was te zien. Het is een van de eerste films die op realistische wijze een homoseksuele relatie tussen twee tieners neerzette.

## Verhaal
De film speelt in Thamesmead, een naoorlogse arbeiderswijk in Londen. Jamie (Glen Berry) is een tiener die het niet makkelijk heeft op school, en die een oogje heeft op zijn klasgenootje Ste (Scott Neal). Jamies moeder Sandra (Linda Henry) is alleenstaand en is voornamelijk bezig met haar ambitie om een eigen pub te openen, en met haar vriendjes, waarmee de relaties nooit lang lijken te duren. Haar laatste verovering is de jongere neo-hippie Tony (Ben Daniels). Naast Jamie woont Leah (Tameka Empson), die van school is gestuurd, niet bang is om met drugs te experimenteren en wat muziek betreft geobsedeerd is door zangeres "Mama" Cass Elliot van de The Mamas and the Papas. Jamies homoseksualiteit is, ondanks dat hij dat probeert te verbergen, voor zijn klasgenoten reden genoeg om hem het leven zuur te maken.
Ste woont een paar deuren verderop met zijn gewelddadige broer en alcoholistische vader. Op een dag wordt Ste dermate mishandeld, dat Sandra hem met zich meeneemt en hem in hun huis te logeren neemt. Bij gebrek aan een logeerbed is Ste genoodzaakt om bij Jamie te slapen, die moeite moet doen om niet te enthousiast over te komen. Als Ste na een tweede mishandeling door zijn broer en vader daarna nogmaals bij Jamie in bed belandt, volgt uiteindelijk een verdere toenadering tussen de twee jongens waarna ze uiteindelijk seks hebben.
Als Ste de volgende morgen wakker wordt, vertrekt hij in paniek voordat Jamie wakker wordt, en negeert hem enkele dagen. Jamie vindt hem uiteindelijk op een feest en confronteert hem met wat er gebeurd is. De jongens besluiten na een woordenwisseling samen wat te gaan drinken. Het feest eindigt echter slecht, als Sandra besluit om wraak te nemen op Leah die tegen Tony heeft lopen roddelen over Sandra's miskraam. Leah doet daarna op haar beurt een boekje open over wat zij weet over Jamie en Ste, in het bijzijn van de jongens en een vriendin. Ste weet zich geen houding te geven in reageert zichzelf in paniek af op Jamie en vlucht weg.
Uiteindelijk weet Ste de wederzijdse liefde tussen hem en Jamie te accepteren. Hij maakt het goed en samen bezoeken ze een homobar. Ondertussen heeft Sandra lucht gekregen van de situatie, en achtervolgt hen. Hierna bereikt de film zijn climax: Sandra confronteert Jamie met wat zij heeft gezien, Leahs drugsgebruik heeft tot gevolg dat zij midden in de nacht de hele buurt wakker maakt met haar muziek, Sandra maakt het uit met Tony, en ook Ste moet nu horen dat Sandra inmiddels weet heeft van zijn relatie met Jamie.
De film eindigt echter in harmonie, wanneer Jamie en Ste op de binnenplaats van de torenflats samen dansen op de muziek van Cass Elliotts klassieker Dream a Little Dream of Me, terwijl Sandra met Leah danst en tegelijk een oogje in het zeil houdt.

## Rolverdeling
| Acteur              | Personage               |
| ------------------- | ----------------------- |
| Glen Berry          | Jamie Gangel            |
| Scott Neal          | Ste Pearce              |
| Linda Henry         | Sandra Gangel           |
| Ben Daniels         | Tony                    |
| Tameka Empson       | Leah Russell            |
| Jeillo Edwards      | Rose Russell            |
| Anna Karen          | Marlene                 |
| Sophie Stanton      | Louise                  |
| Julia Lee Smith     | Gina                    |
| Terry Duggan        | Kevin                   |
| Garry Cooper        | Ronnie Pearce           |
| Daniel Bowers       | Trevor Pearce           |
| Meera Syal          | Miss Chauhan            |
| Martin Walsh        | Mr. Bennett             |
| Steven Martin       | Ryan McBride            |
| Andrew Fraser       | Jayson                  |
| John Savage         | Lenny                   |
| Ozdemir Mamodeally  | Slasher                 |
| John Benfield       | Rodney Barr             |
| Davyd Harries       | afgevaardigde brouwerij |
| Beth Goddard        | afgevaardigde brouwerij |
| Marlene Sidaway     | Betty                   |
| Liane Ware          | Claire                  |
| Catherine Sanderson | Kelly                   |
| Dave Lynn           | dragqueen               |
| Jonathan Harvey     | rolstoelpatiënt         |